# Meratusgebergte
Het  Meratusgebergte is een van noord naar zuid lopende, smal gebergte in het zuidoosten van het eiland Borneo in de Indonesische provincie Zuid-Kalimantan. De hoogste bergtop is Halau-Halau ook wel Gunung Besar ("Grote berg") of Mount Meratus van 1901 meter boven zeeniveau.
De streek rond het gebergte wordt bewoond door semi-nomadisch levende Dajaks.
In juni 2016 meldde een Duitse organisatie die zich bezighoudt met de bescherming van regenwouden dat 350 orang-oetans zijn geïntroduceerd in een 1000 ha groot gebied met primair regenwoud, binnen een 1300 km² groot (formeel) beschermd gebied in het gebergte. Dit dankzij de inspanningen van de Indonesische dr. Ishak Yassir van het ministerie van bosbeheer en de (van oorsprong Nederlandse) bioloog Willie Smits.